# Coptis quinquefolia
Coptis quinquefolia är en ranunkelväxtart som beskrevs av Friedrich Anton Wilhelm Miquel. Coptis quinquefolia ingår i släktet Coptis och familjen ranunkelväxter.

## Underarter
Arten delas in i följande underarter:
- C. q. ramosa
- C. q. shikokumontana

## Bildgalleri

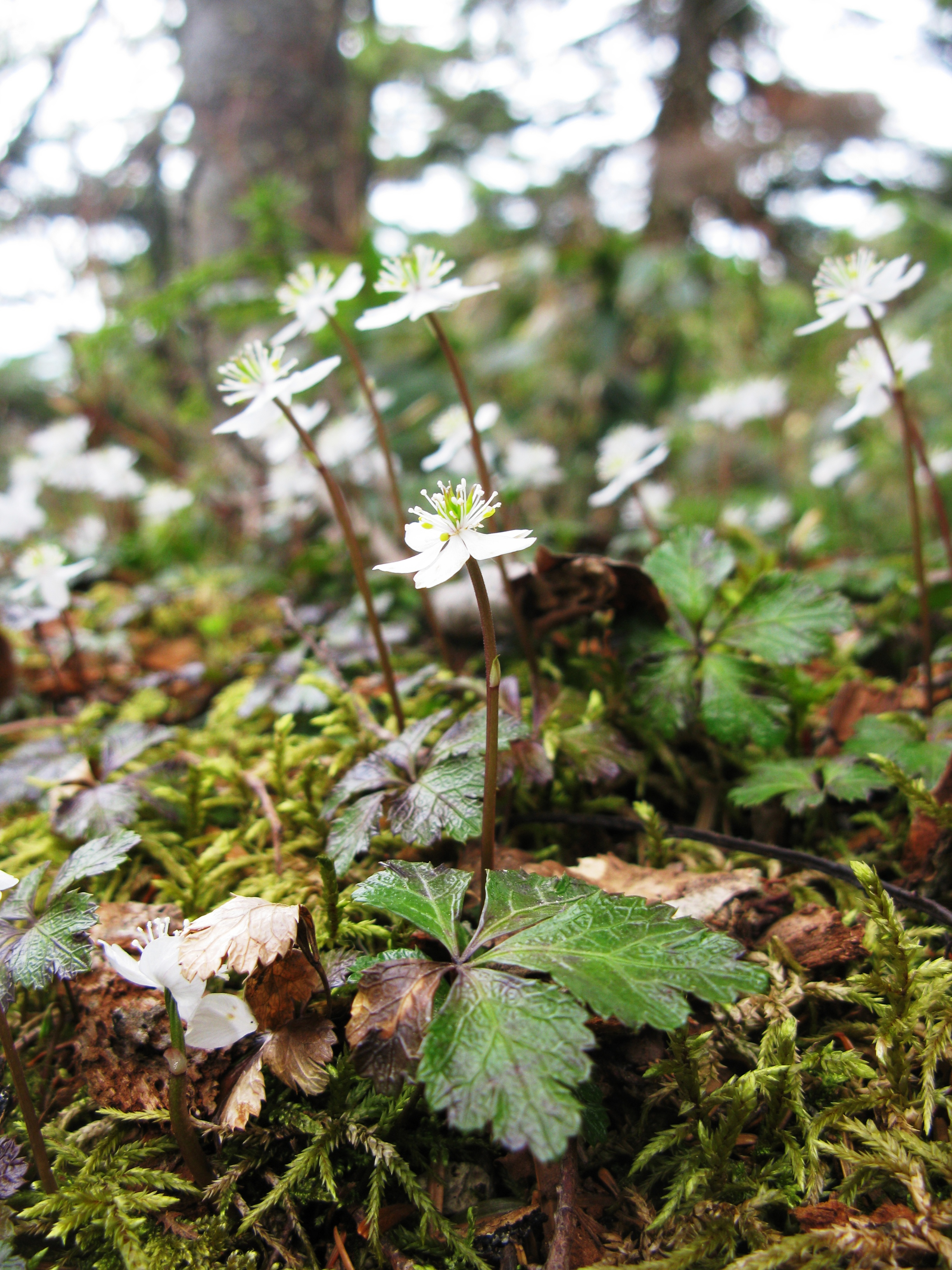
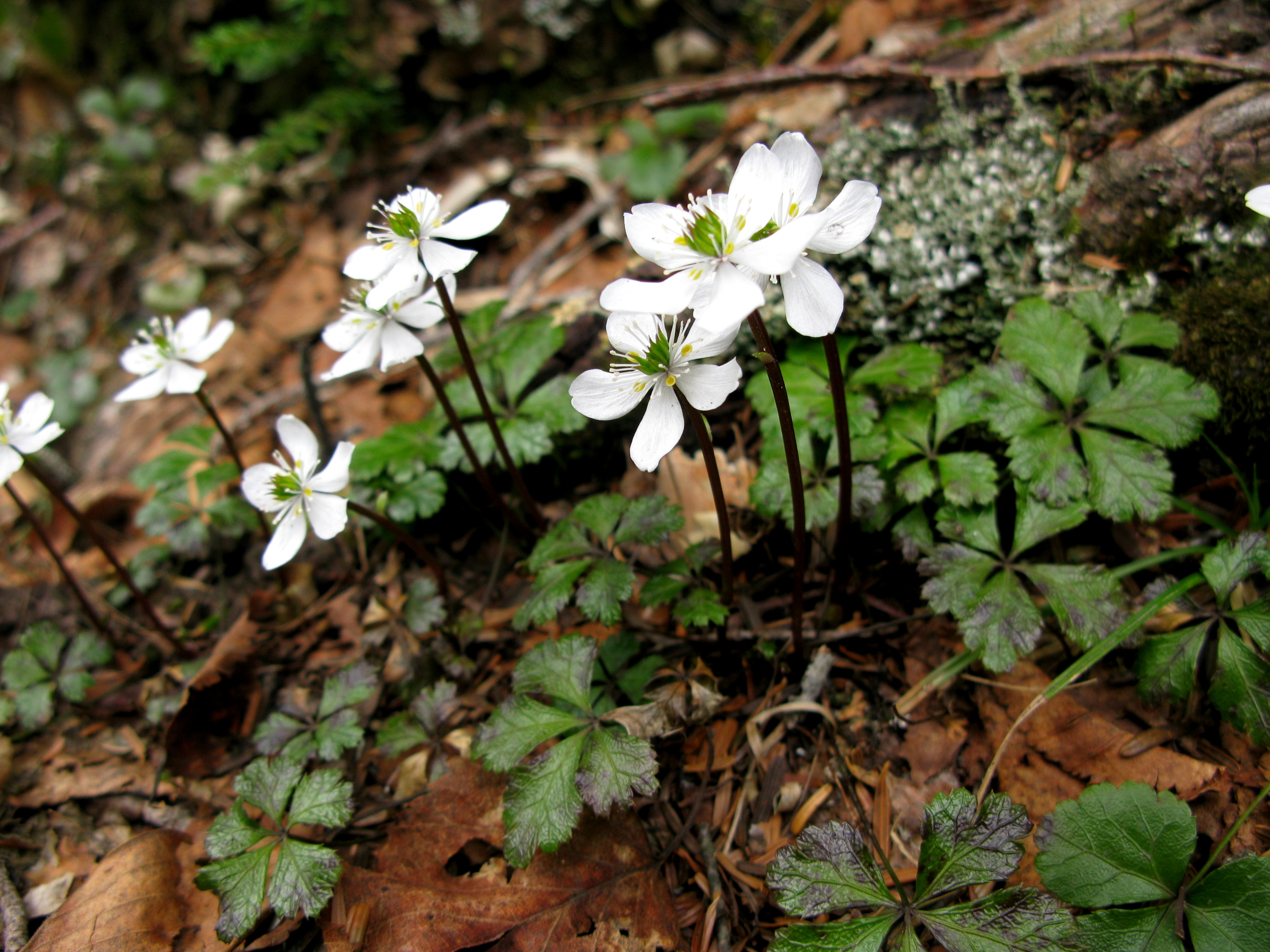
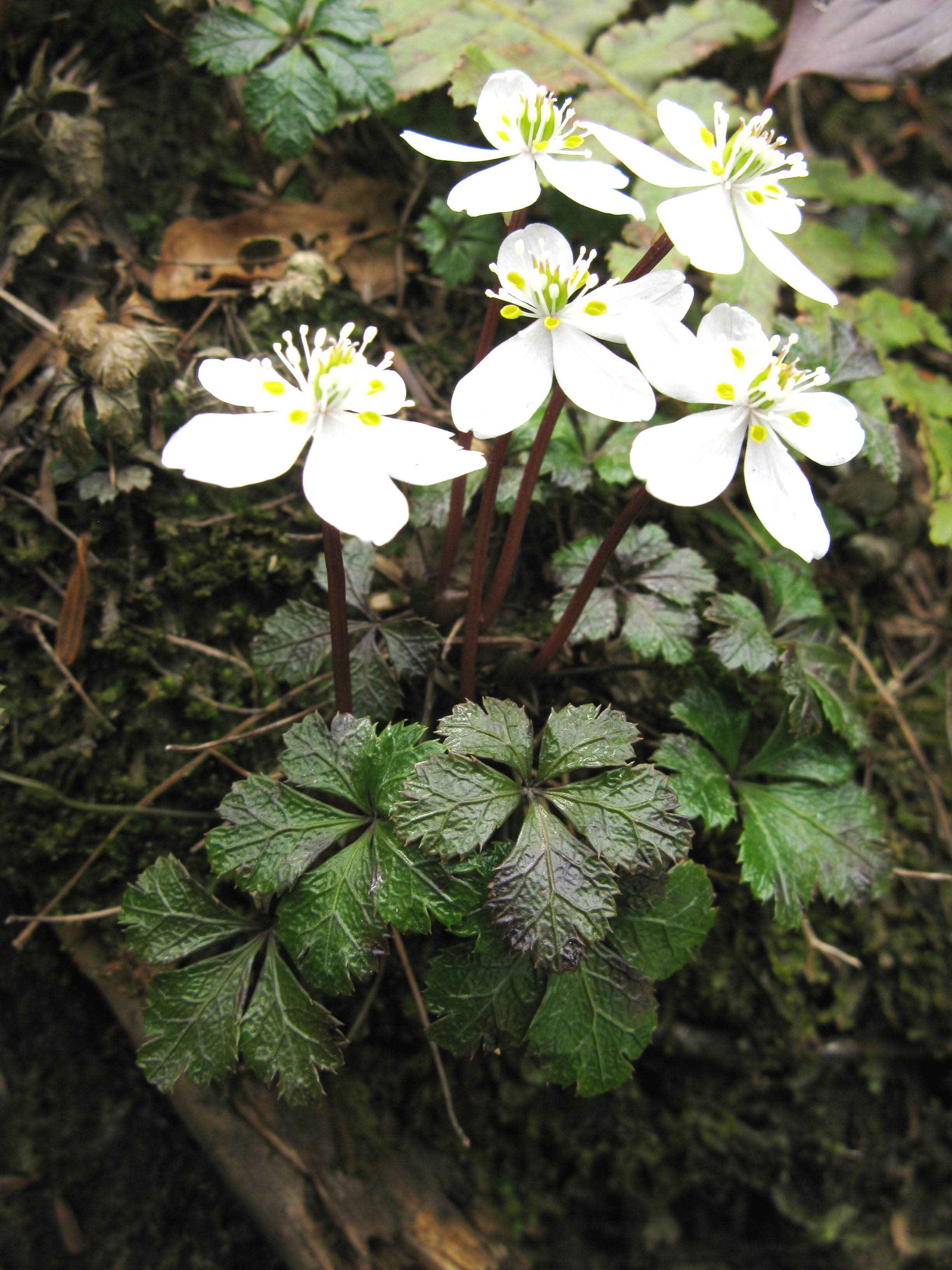
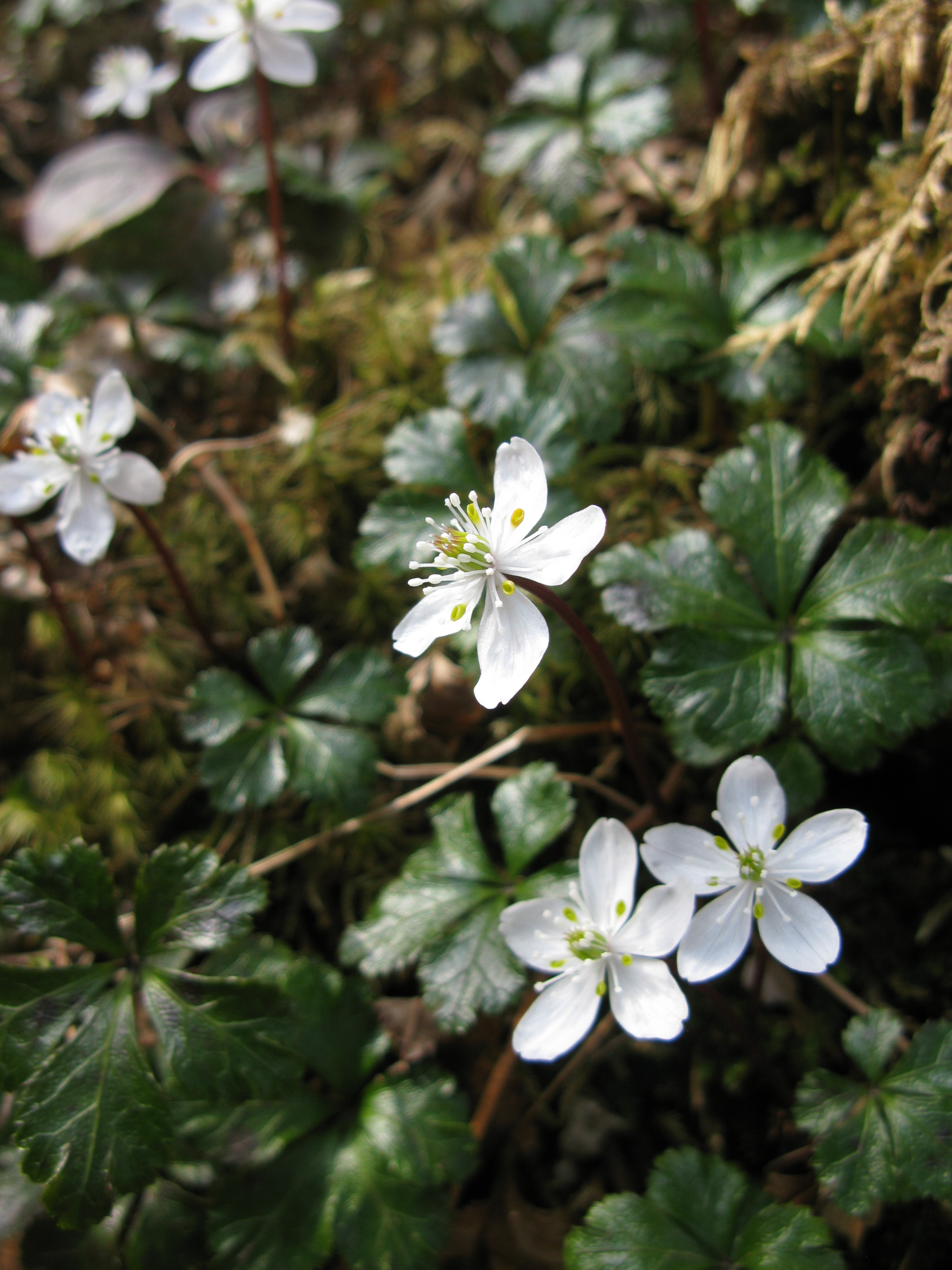
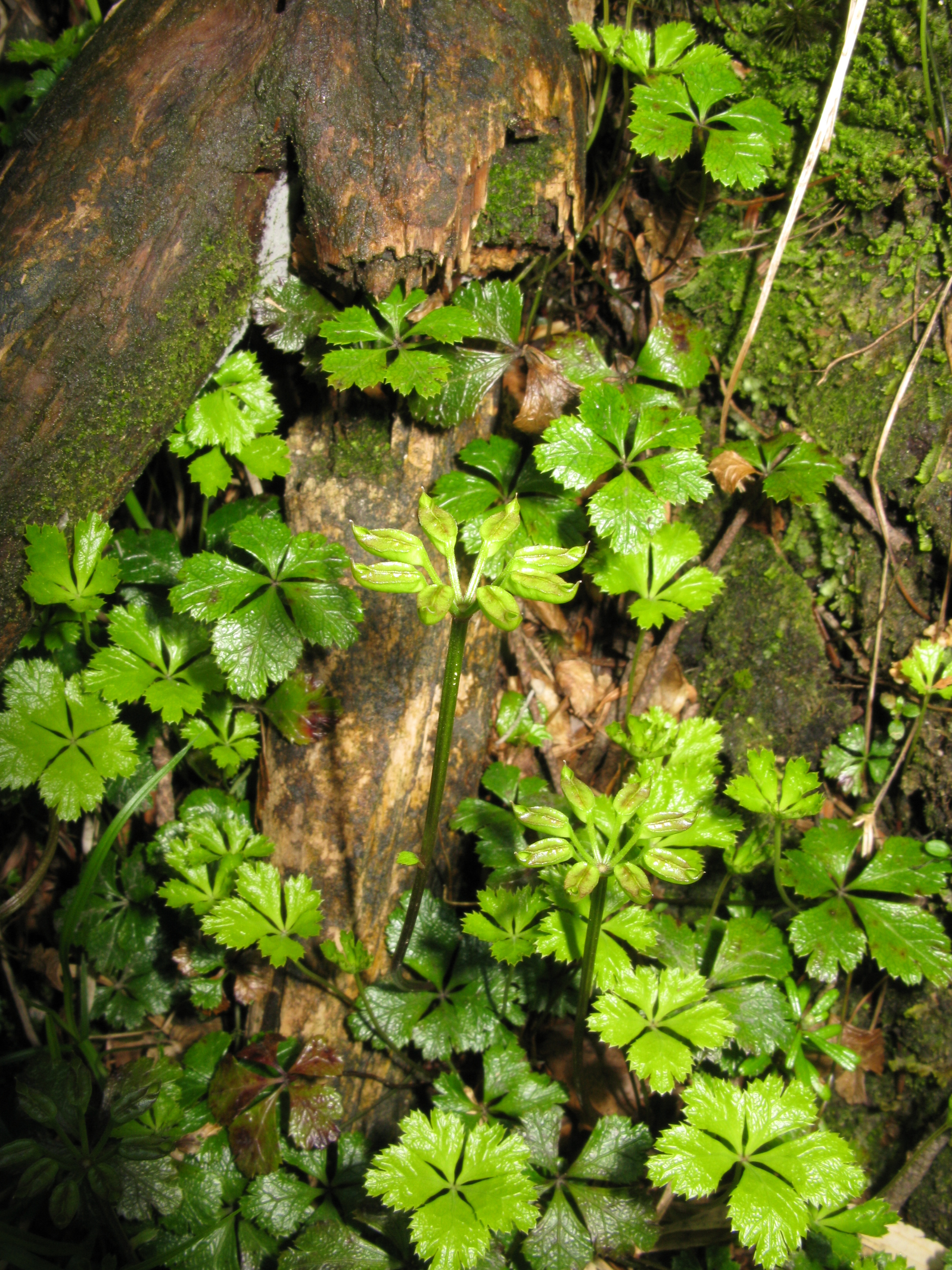
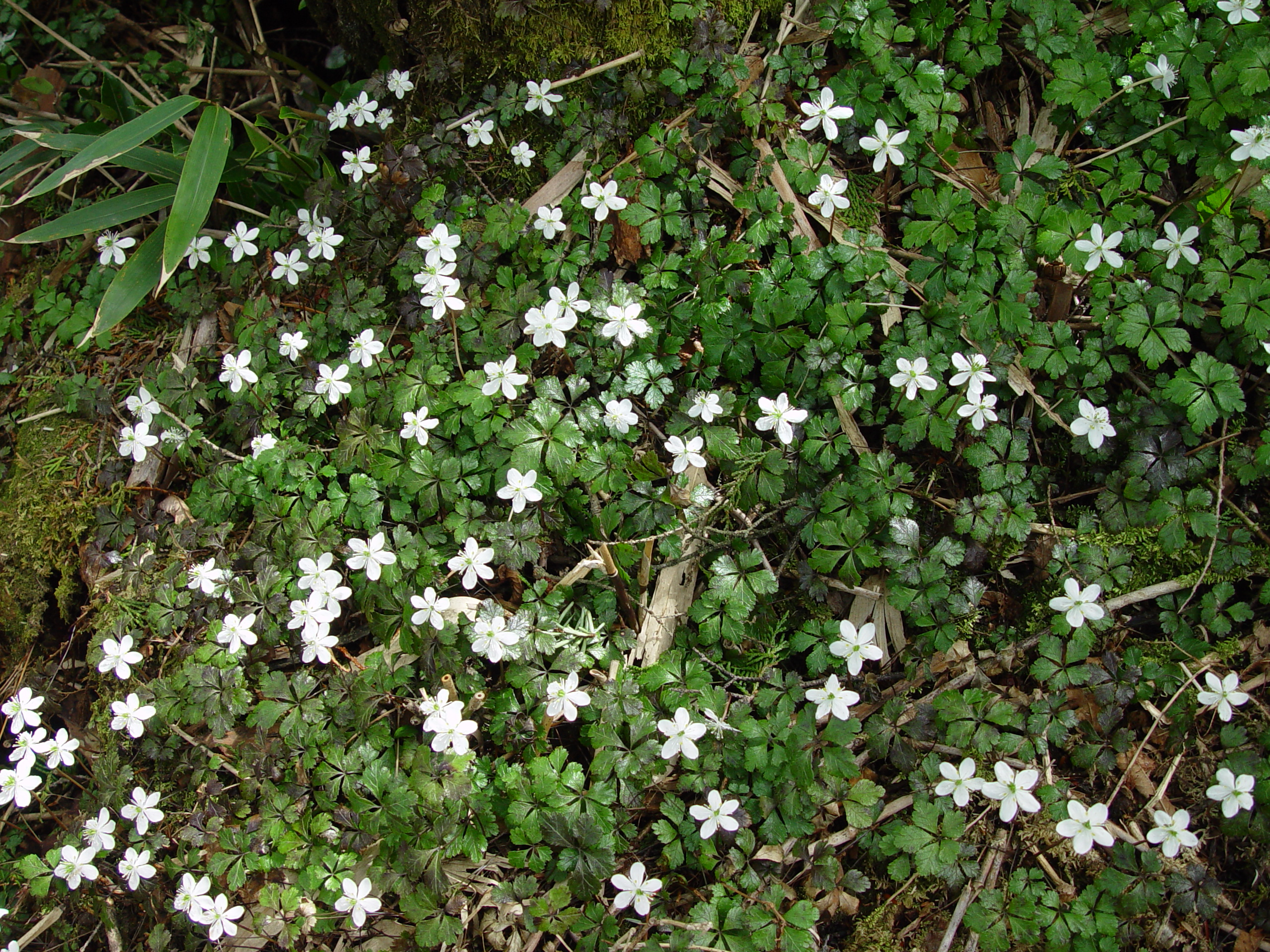